# Legislazioni sull'interruzione di gravidanza
L'interruzione di gravidanza è un tema dibattuto a livello globale; le legislazioni sull'aborto variano notevolmente da paese a paese, riflettendo le diverse posizioni culturali, etiche e religiose sul tema. Mentre alcuni paesi hanno adottato leggi che permettono l'aborto in determinate circostanze, come il pericolo per la salute della madre o gravidanze risultanti da stupro o incesto, altri paesi impongono restrizioni significative o vietano completamente l'aborto. Le legislazioni sull'aborto hanno un impatto diretto sulla salute e sui diritti delle donne, nonché sulle questioni sociali ed etiche che coinvolgono il diritto alla vita del feto.
Questa voce fornisce una panoramica delle legislazioni sull'interruzione di gravidanza in diverse nazioni, illustrando le varie posizioni e normative che si sono sviluppate nel corso del tempo.

## Normative

Mappa che sintetizza le posizioni della legislazione sull'aborto nel mondo.
Legale su richiesta
Illegale salvo che in caso di rischio per la vita della madre, problemi di salute fisica o mentale, stupro, malformazione del feto e/o fattori socioeconomici
Illegale salvo che in caso di rischio per la vita della madre, problemi di salute fisica o mentale, stupro e/o malformazione del feto
Illegale salvo che in caso di rischio per la vita della madre, problemi di salute fisica o mentale e/o malformazione del feto
Illegale salvo che in caso di rischio per la vita della madre, problemi di salute fisica o mentale e/o stupro
Illegale salvo che in caso di rischio per la vita della madre e/o problemi di salute fisica o mentale
Illegale salvo che in caso di rischio per la vita della madre
Illegale senza eccezioni
Nessuna informazione

Legale su richiesta
     Illegale salvo che in caso di rischio per la vita della madre, problemi di salute fisica o mentale, stupro, malformazione del feto e/o fattori socioeconomici
     Illegale salvo che in caso di rischio per la vita della madre, problemi di salute fisica o mentale, stupro e/o malformazione del feto
     Illegale salvo che in caso di rischio per la vita della madre, problemi di salute fisica o mentale e/o malformazione del feto
     Illegale salvo che in caso di rischio per la vita della madre, problemi di salute fisica o mentale e/o stupro
     Illegale salvo che in caso di rischio per la vita della madre e/o problemi di salute fisica o mentale
     Illegale salvo che in caso di rischio per la vita della madre
     Illegale senza eccezioni
     Nessuna informazione

### Ammissibilità
L'ammissibilità morale dell'aborto o interruzione volontaria di gravidanza è soggetta a convinzioni etiche, orientamenti religiosi o più in generale al modo in cui una cultura si pone di fronte a concetti come la vita o l'anima.
A partire dagli ultimi decenni del XX secolo, l'interruzione volontaria di gravidanza è una pratica autorizzata per legge in numerosi paesi nel mondo, soprattutto in Occidente, a discrezione della donna e nei primi mesi della gestazione.
Le motivazioni ammesse sono diverse: in primo luogo i casi in cui l'aborto è praticato per salvaguardare la salute della madre, in caso di gravi malformazioni del feto, e di gravidanza a seguito di violenza sessuale subita. Queste motivazioni sono ammesse anche in alcuni paesi di stampo conservatore, come l'Iran. In altre nazioni, inoltre, si tiene conto anche di istanze psicologiche e sociali, tra queste: il desiderio o meno della donna di diventare madre, la gravidanza dovuta a rapporti preesistenti o al di fuori di quello vissuto correntemente dalla donna, il timore della reazione del proprio nucleo familiare o della società in genere (per esempio per la giovane età, o nel caso di una gravidanza avvenuta al di fuori da quanto sia percepito come lecito o opportuno). In diversi paesi l'aborto è garantito anche alle minorenni, alle quali, in assenza dei genitori, viene affiancato un tutore del tribunale minorile.
In altre nazioni ancora, l'aborto è imposto alla donna o fortemente raccomandato quando il nascituro non abbia le caratteristiche volute dalla famiglia, prima fra tutte il genere. Questa condizione sociale privilegia i maschi rispetto alle femmine che vengono, in alcuni stati, sistematicamente abortite. Questa situazione è endemica in ampie zone dell'India e della Cina.

### Tempistiche
Negli stati in cui l'interruzione volontaria di gravidanza su richiesta della donna è legale, si può effettuare solo entro un dato periodo di tempo. Scaduto questo viene concessa solo in casi più rari, a discrezione del medico e in presenza di gravi malformazioni del feto o di rischio per la salute della donna.
Il termine varia considerevolmente a seconda della legge dello stato. In molti casi, il termine è la 12ª settimana di gestazione.

## Legislazioni

### Asia

#### India
La legge indiana permette l'aborto in determinate circostanze.
Nel paese viene spesso praticato l'aborto selettivo di feti di sesso femminile. A tal proposito dal 1994 sono stati vietati gli esami prenatali che permettono di conoscere il sesso del nascituro. Tuttavia sono molti i medici disposti ad ignorare la legge, anche perché raramente viene comminata una pena ai trasgressori. Anche per questo ha fatto scalpore l'arresto di un medico, Anil Sabhani, che ha praticato nel 2006 un aborto selettivo di un feto di sesso femminile. Il medico ed il suo assistente sono stati condannati a due anni di prigione e a pagare un'ammenda di 5.000 rupie a testa (circa 100 dollari). Per l'arresto sono state necessarie prove audiovisive, e la testimonianza di tre donne, che agivano in accordo con la polizia.
Secondo uno studio del Lancet, una rivista medica, in India l'aborto selettivo impedirebbe la nascita di 500.000 bambine all'anno. Il governo indiano stima che nel 1991 ogni 1000 uomini nel paese vivevano 972 donne, mentre nel 2001 la media era scesa a 933. La media nazionale è oggi di 927, e negli stati del nord (Punjab e l'Haryana) la media si abbassa ulteriormente.
Le cause dell'aborto selettivo sono socio-economiche: un figlio maschio è preferito perché perpetua il nome della famiglia, mentre una femmina con il matrimonio deve abbandonare la propria casa per diventare proprietà di un'altra famiglia, e richiede una dote elevata per un buon matrimonio.
La pratica dell'aborto selettivo ha provocato uno squilibrio notevole tra le nascite di maschi e femmine, tanto che un'intera generazione di maschi si appresta a diventare adulto dovendo prendere coscienza del fatto che non ci sono abbastanza donne per garantire continuità a tutte le famiglie indiane.
Per scongiurare l'aborto di feti femminili il governo insieme al Plan International hanno prodotto anche una soap opera intitolata Nata dall'anima, per raggiungere e sensibilizzare le donne. Nella soap la madre viene messa in secondo piano ed è la famiglia del marito a scegliere per lei e a costringerla ad un parto cesareo prematuro per liberarsi del feto indesiderato.
Nel 2005 Swami Agnivesh, attivista politico e leader religioso, ha organizzato una carovana religiosa, con esponenti di ogni religione, negli stati del nord per scoraggiare l'aborto.

#### Cina
La Cina si trova in una situazione molto simile all'India.
Intorno alla metà del secolo scorso è stata introdotta la normativa del figlio unico, per ridurre la sovrappopolazione, ma questa legge ha portato ad un rapido declino della nascita di femmine. Si preferisce, per continuità dinastica, avere figli maschi, che al matrimonio restano in casa e si occupano degli anziani genitori, piuttosto che una femmina. Tuttavia, la politica del figlio unico è stata abolita dalla Corte Suprema Cinese nel 2013.
Si è recentemente tentato di legiferare contro l'aborto selettivo, ma alla fine non si è giunti a nessun risultato: è considerato diritto della donna conoscere il sesso del nascituro. Dopo questo è estremamente facile corrompere un medico per effettuare un aborto.

#### Turchia
La legislazione turca consente l'aborto fino alla decima settimana di gestazione, a patto di soddisfare uno dei seguenti casi: minaccia alla salute psico-fisica della donna, menomazione psico-fisica del feto, stupro o incesto, giustificati motivi di ordine economico-sociale. Nel primo caso, quello del pericolo psico-fisico per la gestante, la sua durata può essere estese oltre le dieci settimane.
Se la donna è minorenne, è necessario il consenso dei genitori. Se la donna è sposata, è richiesto il consento del marito. La minoranza di donne maggiorenni e single ha facoltà di abortire da sola.
Turchia e Tunisia sono gli unici due Paesi a maggioranza islamica che consentono l'aborto in un ampio spettro di circostanze durante le prime dieci settimane, laddove gli altri Paesi prevedono la sola giustificazione del pericolo per la salute psico-fisica della donna. 

Una differenza sostanziale rispetto all'Occidente è la previsione del consenso preventivo da parte dei genitori del minorenne o del marito della maggiorenne. In altre parole, la scelta di disporre del proprio corpo non spetta esclusivamente alla donna. La vita è un diritto
Secondo alcuni numeri, negli anni '50, gli aborti clandestini registravano un tasso di mortalità delle gestanti pari al 50%. Nel 1974, il tasso di mortalità delle donne era arrivato a 208 ogni 100.000 nascite." I militari che attuarono il golpe del 1982 votarono la più recente legislazione sull'aborto che poi entrò in vigore l'anno successivo. Negli anni duemila, il tasso di mortalità femminile si era ridotto dal 50% al 2% e a 20 casi ogni 100.000 nascite.
Nel 2012, il governo Erdoğan propose una legge che voleva introdurre l'obiezione di coscienza peri medici e un periodo di preavviso e attesa obbligatori fra la richiesta e l'intervento di interruzione di gravidanza. La legge fu bloccata dalle manifestazioni alcune migliaia di persone.

Ciononostante, forti dell'orientamento politico del partito islamico AKP, alcuni ospedali pubblici iniziarono ad adottare regolamenti interni che vietavano di praticare a aborti a donne incinte da più di sei settimane o che dichiaravano di essere non sposate, contestualmente all'obbligo di informare i mariti, applicando la legge vigente che prevede anche il loro consenso preventivo.

### Europa

#### Albania
In Albania, l'aborto fu pienamente legalizzato il 7 dicembre 1995  fino alla dodicesima settimana di gravidanza.  L'interruzione deve essere praticata dietro richiesta della donna alla quale la legge garantisce il diritto all'anonimato. La gestanti sono obbligate a seguire una settimana di "assistenza psicologica" prima dell'intervento richiesto.
Il governo di Enver Hoxha adottò una politica demografica espansiva, che scoraggiava l'aborto, portando le donne a praticare l'interruzione illegalmente o addirittura da sole. Numeri dell'ONU stimavano un tasso di mortalità femminile intorno al 50% sul totale di gravidanze. In precedenza, le donne individuate come colpevoli di aborto venivano esposte al pubblico ludibrio dal Partito del Lavoro d'Albania oppure inviate nei campi di rieducazione forzata.
Nel 1989 arrivò una prima apertura alla legalizzazione, limitata ai casi di incesto, stupro e alle minori di sedici anni. Nel 1991 la casistica fu ampliata, ma subordinata al nulla osta di una commissione medica. La legge del '95 annullò tutte le precedenti.
Nel 2010 il tasso di aborti era di 9,2 ogni 1.000 donne di età compresa tra 15 e i 44 anni.

#### Francia
La depenalizzazione dell'aborto in Francia, la si ebbe sotto la presidenza di Valéry Giscard d'Estaing e grazie alla sua ministra della salute Simone Veil, che il 17 gennaio 1975 riuscì a far approvare quella che sarebbe poi passata alla storia come la legge Veil. Quasi 50 anni dopo il presidente Emmanuel Macron, preoccupato per la messa in discussione del diritto di aborto in molti Paesi del mondo, è riuscito a far iscrivere nella Costituzione il diritto delle donne a interrompere delle gravidanze non volute. Il 4 marzo 2024 la Francia è diventato il primo Paese al mondo ad aver introdotto tale diritto nella sua Carta fondamentale.

#### Irlanda
In Irlanda l'aborto è disciplinato dalla Costituzione. Fino al 2018 l'aborto era sempre vietato, a sola eccezione del caso in cui esso sia una complicanza inevitabile di un intervento necessario per salvare la vita della donna (articolo Article 40.3.3 della Costituzione, noto come Eighth Amendment of the Constitution Act, 1983, cui fece seguito la legge Protection of Life During Pregnancy Act 2013).
Il 29 gennaio 2018 il Governo irlandese ha deciso di indire entro la fine di maggio un referendum abrogativo nazionale per rendere meno stringente la normativa costituzionale in materia di aborto.

Il referendum intende modificare il dettato costituzionale che sancisce i principi dell'eguaglianza e della parità di trattamento nel diritto alla vita fra partoriente e nascituro, già riformato rispetto alla precedente disciplina che anche all'estero prima degli anni '80 affermava l'infante come soggetto portatore di maggiori diritti e tutele in quanto "parte debole" (minus habens).
Il 25 maggio 2018, con una maggioranza del 66% dei votanti, è stato approvato il referendum di revisione costituzionale che autorizza il Parlamento a rivedere la legislazione in materia di aborto, legittimato fino alla dodicesima settimana di gestazione, e in modalità circostanziate.

#### Italia
La legge italiana che regola l'accesso all'aborto è la legge 22 maggio 1978, n. 194, approvata dal parlamento dopo vari anni di mobilitazione per la decriminalizzazione e regolamentazione dell'interruzione volontaria di gravidanza da parte del Partito Radicale e del Centro d'informazione sulla sterilizzazione e sull'aborto (CISA) a seguito al caso Pierobon, che nel 1976 avevano raccolto oltre 700.000 firme per un referendum - patrocinato dalla Lega XIII maggio e da L'Espresso - per l'abrogazione degli articoli del codice penale riguardanti i reati d'aborto su donna consenziente, di istigazione all'aborto, di atti abortivi su donna ritenuta incinta, di sterilizzazione, di incitamento a pratiche contro la procreazione, di contagio da sifilide o da blenorragia. Solo l'anno precedente il referendum sul divorzio aveva mostrato la distanza tra l'opinione pubblica e la coalizione a guida democristiana al governo. La Corte Costituzionale inoltre, con una sentenza emessa nel gennaio 1975, aveva consentito il ricorso all'aborto per motivi molto gravi, soprattutto se la gravidanza avrebbe messo in pericolo di vita la madre.
La legge 194 consente alla donna, nei casi previsti, di ricorrere alla IVG in una struttura pubblica nei primi 90 giorni di gestazione; tra il quarto e quinto mese è possibile ricorrere alla IVG solo per motivi di natura terapeutica. La legge 194 istituisce inoltre i consultori come istituzione per l'informazione delle donne sui diritti e servizi a loro dovuti, consigliare gli enti locali, e contribuire al superamento delle cause dell'interruzione della gravidanza. 
La legge stabilisce che le generalità della donna che ricorre all'IVG rimangano anonime.
Il ginecologo può esercitare l'obiezione di coscienza. Tuttavia il personale sanitario non può sollevare obiezione di coscienza allorquando l'intervento sia "indispensabile per salvare la vita della donna in imminente pericolo" (art. 9, comma 5).
La donna ha anche il diritto di lasciare il bambino in affido all'ospedale per una successiva adozione e restare anonima.
Questa legge è stata confermata dagli elettori con una consultazione referendaria il 17 maggio 1981. L'8 agosto 2020, l'uso della pillola abortiva Ru486 è stato esteso fino alla nona settimana di gestazione senza l'obbligatorietà del ricovero ospedaliero.
La sentenza n. 25767/2015 delle Sezioni unite della Corte di cassazione ha stabilito il diritto della madre e del concepito al risarcimento del danno medico in virtù del diritto alla salute, all'integrità psicofisica e alla uguaglianza delle pari opportunità, negando l'esistenza di diritto a "non nascere se non sani" e il ristori risarcitorio del danno lamentato in relazione alla mancata opportunità abortiva che sarebbe scaturita da una diagnosi omessa o non sufficientemente accurata. Il TULPS (Testo unico delle leggi di pubblica sicurezza) vieta la pubblicità delle tecniche e dei farmaci abortivi (artt. 112 e 114).
La legge italiana prevede per le donne il diritto di partorire restando anonime e di lasciare il neonato all'ospedale per l'affido temporaneo a una famiglia di genitori disposta ad adottarlo. Il figlio non conoscerà mai il nome della madre naturale. L'anonimato è garantito anche quando la madre è un immigrato illegale, privo di permesso di soggiorno: i medici dell'ospedale non possono segnalare il caso alla Polizia, proprio per tutelare la vita del nascituro e della madre dal rischio di aborti clandestini.

#### Liechtenstein
L'aborto in Liechtenstein è illegale in quasi tutte le circostanze, punibile con il carcere per la madre e il medico. Un tentativo di legalizzazione nel 2011 è stato sconfitto alle urne e nel 2012 è fallito il tentativo del Landtag di ammorbidire la legislazione sull'aborto.
L'articolo 96 del codice penale liechtensteinese dichiara illegale l'aborto con l'eccezione di un serio danno per la vita o la salute fisica della donna che può essere prevenuto unicamente con l'aborto o di una donna minore di 14 anni al momento del concepimento non sposata con il padre del bambino. L'aborto è punibile con la reclusione fino a tre anni per il medico e fino ad un anno per la madre. L'articolo 98 del codice penale, inoltre, condanna la rappresentazione o l'incoraggiamento ad un aborto senza scrupolosa indagine intorno alla sua necessità terapeutica.
La proposta di legalizzare l'aborto nelle prime 12 settimane di gravidanza o in presenza di malformazioni del feto è stata sconfitta alle urne con il 52,3%.
 In ogni caso il principe Luigi aveva annunziato che avrebbe posto il veto alla proposta.

#### Malta
L'aborto a Malta è illegale. Malta è l'unica delle nazioni dell'Unione europea a proibire l'aborto senza eccezioni e una delle poche in Europa, insieme alla Città del Vaticano.
Il codice penale maltese afferma che:
“(1) Chiunque, mediante qualsiasi pietanza, bevanda, medicina, con la violenza o con qualsiasi altro metodo, abbia causato la perdita del feto ad una donna gravida, indipendentemente dal suo consenso, è punito con la reclusione da 18 mesi a tre anni.”
“(2) La stessa punizione è riservata alla donna che si sia cagionata autonomamente la perdita del proprio feto o che abbia consentito l'impiego delle modalità con le quali la perdita del feto è stata cagionata.”
Tuttavia, se la gravidanza pone in pericolo di vita, può essere eseguito un aborto in territorio maltese senza ripercussioni penali.

#### Polonia
Durante gli anni 70 la Polonia era uno dei Paesi al mondo dove era più facile abortire, a seguito di una legge vigente sin dal 1956.
Il 7 gennaio 1993 il Governo di sinistra guidato da Hanna Suchocka approvò una legge sull'aborto estremamente restrittiva, modificando quella più liberale che era in vigore sin dal 1956.
Al 2022 in Polonia l'aborto è permesso solo in caso di rischio per la vita o la salute di una donna incinta o se la gravidanza sia stata causata da uno stupro.
Fino al 23 ottobre 2020 era consentito anche in caso di grave malformazione del feto che avesse messo in rischio la salute della donna.
La Corte europea dei diritti dell'uomo in diversi casi ha constatato la violazione dei diritti umani da parte della Polonia a causa della sua incapacità di garantire l'accessibilità pratica dell'aborto legale. Solo pochi ospedali polacchi effettuano aborti per timore di contenziosi e le donne spesso si astengono dall'utilizzare i loro servizi per timore di procedure e trasferimenti onerosi e ritardati intenzionalmente.

#### Regno Unito
In Inghilterra, Galles e Scozia, l'interruzione di gravidanza è consentita, senza limitazioni, gratuitamente e anche in forma anonima, dal National Health Service (NHS) fino al sesto mese.
Dopo il sesto mese è ancora possibile abortire, ma soltanto in caso di rischi per la salute della madre oppure a causa di gravi malattie del feto.
Le stesse condizioni sono vigenti anche in Irlanda del Nord.

#### San Marino
Una proposta di legalizzare l'aborto fu avanzata nel 1974, in sede di revisione del codice penale, ma il governo scelse di procrastinare la decisione per permettere un successivo dibattito, alla luce del quale è stato scelto di non apportare modifiche alla legislazione vigente.
Un disegno di legge per legalizzare l'aborto è in discussione da Luglio 2019.
Il 26 settembre 2021 si è svolto un referendum propositivo sulla depenalizzazione e legalizzazione dell'interruzione di gravidanza fino alla dodicesima settimana di gestazione (o anche successivamente nei casi di pericolo per la vita della gestante ovvero di gravi malformazioni fetali).
Al referendum gli elettori hanno approvato la proposta con il 77,3% dei voti, a fronte di un 22,7% di contrari e un'affluenza del 41,1%.

#### Spagna
In Spagna l'aborto è gratuito nelle strutture pubbliche fino alla quattordicesima settimana di gestazione e fino alla ventunesima in caso di malformazioni fetali o di pericolo di vita della madre.
Le donne che hanno più di 16 anni possono abortire senza il consenso dei genitori o del tutore legale.
I medici possono iscriversi all'albo degli obbiettori di coscienza, ma, se esercitano tale opzione, essa deve valere sia nelle strutture pubbliche che in quelle private.
La riforma del 2022 ha abolito il periodo di riflessione obbligatoria di tre giorni e l'obbligo di fornire informazioni circa le risorse a disposizione per coloro che decidono di non abortire, lasciato solo su richiesta dell'interessata.
Nel giugno 2024 la Corte Costituzionale spagnola ha legittimato l'aborto per le minorenni di 16 e 17 anni, anche senza il consenso dei genitori.

#### Svizzera
L'interruzione della gravidanza in Svizzera è lecita. Dal 2 giugno 2002 è in vigore il cosiddetto "regime dei termini" previsto dall'articolo 119 del codice penale elvetico: l’interruzione della gravidanza non è punibile se viene praticata entro dodici settimane dall’inizio dell’ultima mestruazione. La donna incinta deve presentare una richiesta scritta e far valere di trovarsi in uno stato d’angustia. Prima dell’intervento, il medico deve tenere con lei un colloquio approfondito e fornirle tutte le informazioni utili. Scaduto il termine di dodici settimane, l’interruzione della gravidanza non è punibile se il medico la reputa necessaria per evitare alla donna incinta il pericolo di un grave danno fisico o di una grave angustia psichica. Il pericolo deve essere tanto più grave quanto più è avanzata la gravidanza.
Il regime dei termini è stato approvato dal Consiglio nazionale con 107 voti a favore e 69 contro e dal Consiglio degli Stati con 22 voti contro 20 ed è sfociato nella modifica del 23 marzo 2001 del Codice penale svizzero (Interruzione della gravidanza), poi sottoposta a referendum popolare il 2 giugno 2002, che la popolazione ha approvato con il voto favorevole del 72,2 % dei votanti.
Prima del 2002 la legge consentiva di interrompere la gravidanza se un pericolo, non altrimenti evitabile, minacciava la vita stessa della madre oppure minacciava seriamente la sua salute in modo grave e permanente. Il medico che praticava l’interruzione della gravidanza doveva ottenere il parere conforme di un secondo medico. Questa disposizione fu introdotta nel 1942 e non fu più rivista; tuttavia, nei fatti, nei Cantoni, le disposizioni penali furono applicate in modi diversi o non lo furono affatto.

### Americhe

#### Canada
Nel 1988 la Corte suprema del Canada si è espressa in modo contrario a una legge che criminalizzava l'aborto in quasi tutti i casi. Da allora nessun tentativo di legiferare in materia a livello federale ha avuto successo. Di conseguenza non esistono normative federali sull'aborto in Canada.
La pratica è quindi legale, ma rimane comunque una questione dibattuta nella politica canadese: in quanto procedura medica l'aborto è per esteso garantito dalle leggi per la sanità pubblica, ma accesso e disponibilità variano molto a livello provinciale. Ad esempio nel 2021 la sanità pubblica del Nuovo Brunswick offriva il servizio in solamente tre ospedali.

#### Stati Uniti d'America

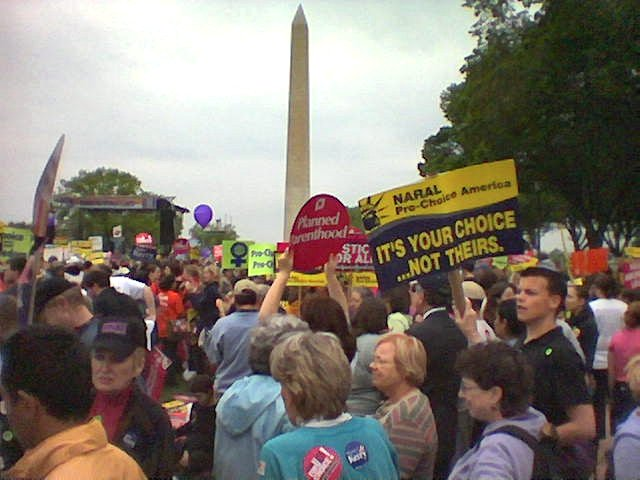
Manifestazione "pro-choice" negli Usa.

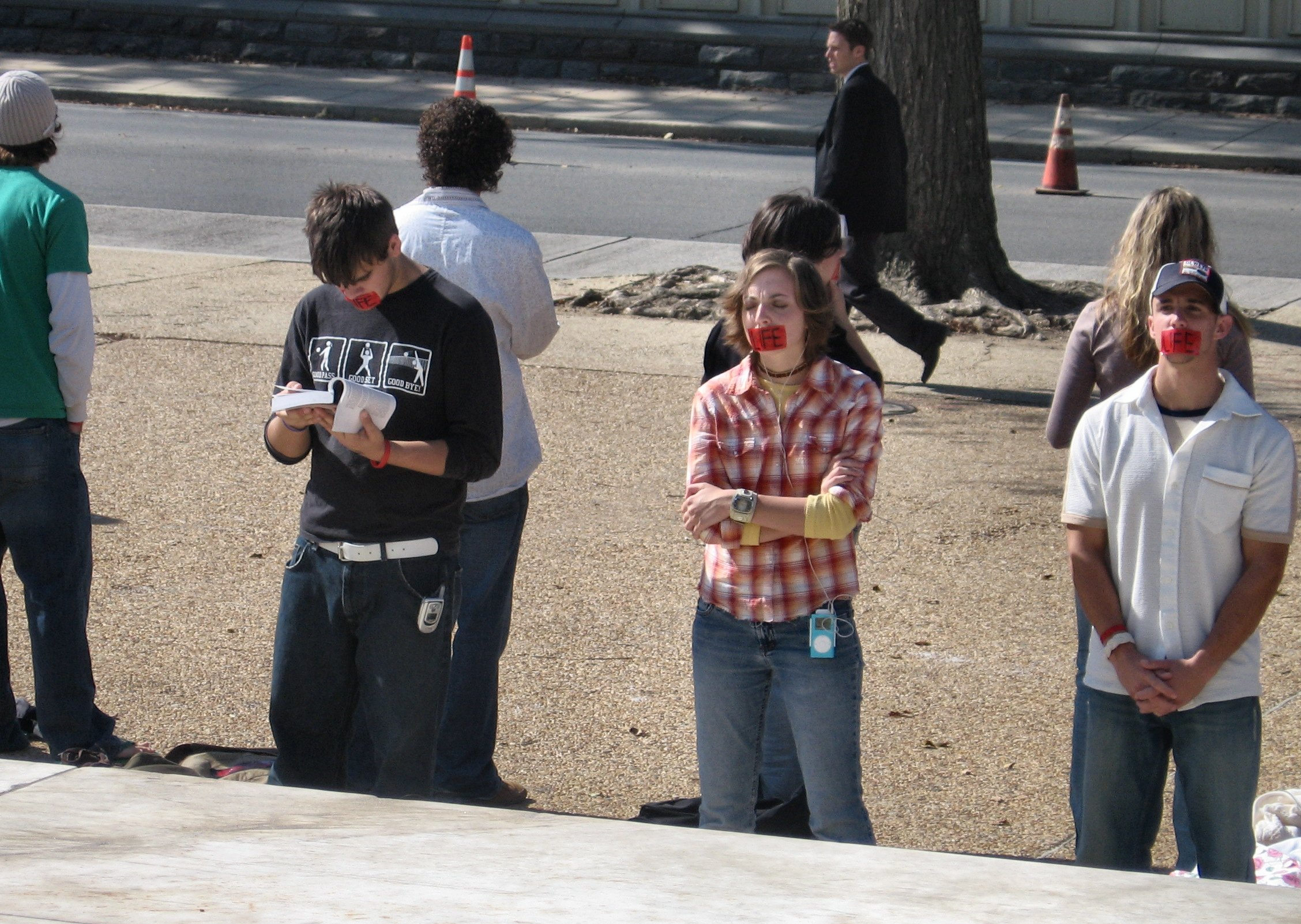
Manifestazione "pro-life" negli Usa.

Negli Stati Uniti il dibattito etico sull'aborto è molto acceso e ha più volte richiesto l'intervento dei tribunali.
Negli stati del Nord, già dagli anni '60 era liberamente praticato anche se in teoria illegale. Solo nel 1973 la Corte suprema concesse la libertà di abortire ad una donna, conosciuta con il nome di Jane Roe, ma la sentenza sul caso arrivò a parto avvenuto e fu inutile. In seguito la donna, usando il suo vero nome Norma McCorvey, si prodigò per la causa abortista. Dopo più di 30 anni, tuttavia, espresse il proprio pentimento per gli effetti del movimento da lei iniziato. Poco prima di morire nel 2020, Norma Mc Corvay confessò, in un documentario intitolato AKA Jane Roe, andato in onda in televisione, che il suo voltafaccia non era stato sincero, perché fu pagata da un gruppo di evangelici anti-abortisti per mentire: «Ero un pesce grosso e fu uno scambio di favori comune. Io presi i loro soldi, molti soldi. Loro mi misero davanti alle telecamere a dire quel che gli serviva. Recitai bene. Sono una brava attrice quando voglio. Ma no, in questo momento no, non sto recitando: se una giovane donna vuole abortire, deve avere il diritto di farlo».
Già nel 1980 si avevano due schieramenti opposti:
- i "pro-life", operanti sotto l'egida di Randall Terry e la sua "Operatione Rescue", rappresentanti l'estrema destra e la Christian Coalition, fra i quali, tuttavia, sono sorte alcune polemiche[46];
- i "pro-choice", rispondenti alla "Planned Parenthood Federation Of America"[47] di Jane Johnson, rappresentanti le femministe democratiche.

I pro-life da quando fu approvato l'aborto annualmente compiono la Marcia per la vita di Washington, a cui, nel 1974, parteciparono 20.000 persone.
La lotta tra le due fazioni fa la prima vittima pro-choice nel 1993, quando un dottore abortista, David Gunn, viene ucciso con un colpo a bruciapelo esploso da un fondamentalista cristiano, Michael Griffin.
In USA la lotta pro/contro l'aborto si è scatenata come una vera e propria crociata, sfociando spesso in atti di violenza, che hanno la loro massima espressione nelle sparatorie verso le cliniche abortiste. In alcune zone l'intimidazione è talmente forte da causare veri e propri abusi. Nel 1994 una ragazza di 15 anni del Nebraska è stata costretta al parto. Per difendersi da una folla di anti-abortisti la famiglia della giovane aveva chiamato la polizia, che portò via la ragazza per meglio proteggerla; in seguito ad un processo fu deciso che non abortisse.
Nel 2011 in Mississippi un referendum popolare ha respinto la norma che rendeva illegale l'aborto.
Nello stato di New York, l'aborto è legale fino a 24 settimane (5 mesi), ed estendibile fino al nono mese in determinate circostanze.
Il 24 giugno 2022, con 6 favorevoli e 3 contrari, è stata annullata dalla Corte Suprema la sentenza Roe v. Wade che, dal 1973, riconosce alle donne il diritto di interrompere volontariamente la gravidanza. Nel documento si legge: "La Costituzione non fa alcun riferimento all’aborto e nessun diritto del genere è implicitamente protetto da alcuna disposizione costituzionale". L'annullamento della sentenza del 1973 lascia dunque i singoli Stati liberi di applicare le proprie leggi interne in materia. Alcuni stati puniscono coloro che aiutano le partorienti a recarsi all'estero ad abortire.

## Legislazione per nazione
La seguente tabella presenta la situazione attuale della legislazione relativa all'aborto nel mondo, divisa per continente.
Legenda:
- Sì - Legale.
- No - Illegale.
- * - Legale solo durante il primo trimestre (il limite esatto può variare).
- # - Legale solo durante il primo e secondo trimestre (il limite esatto può variare).
- Limitato - Legale però soggetto a rilevanti restrizioni.
- Varia - Varia a seconda della regione.
- ? - Informazione mancante o norma legale molto ambigua.

Esiste un comune denominatore alle legislazioni dei vari Paesi che convergono nel considerare la donna come libera di disporre del proprio corpo e come l'unica avente diritto entro limiti oggettivi prestabiliti sul destino del nascituro, escludendo l'autorità del padre o dello Stato. Praticamente tutte, convergono nel vietare l'aborto selettivo di uno o più feti in caso di parto plurigemellare.

### Africa
| Paese                            | Protezione della vita della madre | Salute fisica | Salute mentale | Stupro | Anomalie del feto | Fattori socio-economici | Su richiesta                                  |
| -------------------------------- | --------------------------------- | ------------- | -------------- | ------ | ----------------- | --- | --------------------------------------------- |
| Algeria                          | Sì                                | #             | #              | Sì     | No                | No Atto chirurgico e responsabilita’ del medico nei confronti del paziente arabo musulmano, su overlex.com (archiviato dall'url originale il 25 febbraio 2013). | No                                            |
| Angola                           | *                                 | No            | No             | No     | No                | No | No                                            |
| Benin                            | Sì                                | No            | No             | No     | No                | No | No                                            |
| Botswana                         | Sì                                | Sì            | Sì             | Sì     | Sì                | No | No                                            |
| Burkina Faso                     | Sì                                | Sì            | Sì             | *      | Sì                | No | No                                            |
| Burundi                          | Sì                                | Sì            | ?              | No     | No                | No | No                                            |
| Camerun                          | Sì                                | Sì            | ?              | Sì     | No                | No | No                                            |
| Capo Verde                       | Sì                                | Sì            | Sì             | *      | Sì                | * | *                                             |
| Ciad                             | Sì                                | No            | No             | No     | No                | No | No                                            |
| Comore                           | Sì                                | Sì            | ?              | No     | No                | No | No                                            |
| Egitto                           | Limitato                          | No            | No             | No     | No                | No | No                                            |
| Eritrea                          | Sì                                | Sì            | ?              | No     | No                | No | No                                            |
| Etiopia                          | Sì                                | Sì            | ?              | Sì     | No                | No | No                                            |
| Gabon                            | Sì                                | No            | No             | No     | No                | No | No                                            |
| Gambia                           | Sì                                | Sì            | Sì             | No     | No                | No | No                                            |
| Ghana                            | Sì                                | Sì            | Sì             | Sì     | Sì                | No | No                                            |
| Gibuti                           | Sì                                | ?             | ?              | No     | No                | No | No                                            |
| Guinea-Bissau                    | Sì                                | *             | *              | *      | *                 | * | *                                             |
| Guinea Equatoriale               | Sì                                | Sì            | ?              | No     | No                | No | No                                            |
| Kenya                            | Limitato                          | Limitato      | Limitato       | No     | No                | No | No                                            |
| Lesotho                          | Sì                                | No            | No             | No     | No                | No | No                                            |
| Liberia                          | Sì                                | Sì            | Sì             | Sì     | Sì                | No | No                                            |
| Libia                            | Sì                                | No            | No             | No     | No                | No | No                                            |
| Madagascar                       | No                                | No            | No             | No     | No                | No | No                                            |
| Malawi                           | Limitato                          | No            | No             | No     | No                | No | No                                            |
| Mali                             | Sì                                | No            | No             | No     | No                | No | No                                            |
| Marocco                          | *                                 | *             | *              | No     | No                | No | No                                            |
| Mauritania                       | Sì                                | No            | No             | No     | No                | No | No                                            |
| Mauritius                        | Sì                                | No            | No             | No     | No                | No | No                                            |
| Mozambico                        | Sì                                | Sì            | Sì             | No     | No                | No | * (Illegale, ma permessi in casi particolari) |
| Namibia                          | Sì                                | Sì            | Sì             | Sì     | Sì                | No | No                                            |
| Niger                            | Sì                                | No            | No             | No     | No                | No | No                                            |
| Nigeria                          | Sì                                | No            | No             | No     | No                | No | No                                            |
| Repubblica Centrafricana         | Sì                                | No            | No             | No     | No                | No | No                                            |
| Repubblica del Congo             | Sì                                | No            | No             | No     | No                | No | No                                            |
| Repubblica Democratica del Congo | Sì                                | No            | No             | No     | No                | No | No                                            |
| Ruanda                           | Sì                                | Sì            | Sì             | No     | No                | No | No                                            |
| São Tomé e Príncipe              | *                                 | No            | No             | No     | No                | No | No                                            |
| Senegal                          | Sì                                | No            | No             | No     | No                | No | No                                            |
| Seychelles                       | *                                 | *             | *              | *      | *                 | No | No                                            |
| Sierra Leone                     | Sì                                | Sì            | Sì             | No     | No                | No | No                                            |
| Somalia                          | Sì                                | No            | No             | No     | No                | No | No                                            |
| Sudafrica                        | #                                 | #             | #              | #      | #                 | # | *                                             |
| Sudan                            | Sì                                | No            | No             | Sì     | No                | No | No                                            |
| Swaziland                        | Sì                                | No            | No             | No     | No                | No | No                                            |
| Tanzania                         | Sì                                | Sì            | Sì             | No     | No                | No | No                                            |
| Togo                             | *                                 | ?             | ?              | ?      | ?                 | No | No                                            |
| Tunisia                          | *                                 | *             | *              | *      | *                 | * | *                                             |
| Uganda                           | Sì                                | Sì            | Sì             | No     | No                | No | No                                            |
| Zambia                           | Sì                                | Sì            | Sì             | No     | Sì                | Sì | No                                            |
| Zimbabwe                         | Sì                                | Sì            | No             | Sì     | Sì                | No | No                                            |

### America
| Paese                     | Protezione della vita della madre | Salute fisica | Salute mentale | Stupro | Anomalie del feto | Fattori socio-economici | Su richiesta |
| ------------------------- | --------------------------------- | ------------- | -------------- | ------ | ----------------- | ----------------------- | ------------ |
| Antigua e Barbuda         | *                                 | No            | No             | No     | No                | No                      | No           |
| Argentina                 | Sì                                | Sì            | Sì             | Sì     | Sì                | Sì                      | Sì           |
| Bahamas                   | Sì                                | Sì            | Sì             | ?      | ?                 | No                      | No           |
| Barbados                  | Sì                                | Sì            | Sì             | Sì     | Sì                | Sì                      | No           |
| Belize                    | Sì                                | Sì            | Sì             | No     | Sì                | Sì                      | No           |
| Bolivia                   | Sì                                | Sì            | ?              | Sì     | No                | No                      | No           |
| Brasile                   | Sì                                | Sì            | Sì             | Sì     | Limitato          | No                      | No           |
| Canada                    | Sì                                | Sì            | Sì             | Sì     | Sì                | Sì                      | Sì           |
| Cile                      | Sì                                | No            | No             | Sì     | Limitato          | No                      | No           |
| Colombia                  | Sì                                | Sì            | Sì             | Sì     | Sì                | Sì                      | Sì           |
| Costa Rica                | Sì                                | Sì            | ?              | No     | No                | No                      | No           |
| Cuba                      | Sì                                | Sì            | Sì             | Sì     | Sì                | Sì                      | Sì           |
| Dominica                  | Sì                                | No            | No             | No     | No                | No                      | No           |
| Ecuador                   | Sì                                | Sì            | *              | Sì     | No                | No                      | No           |
| El Salvador               | No                                | No            | No             | No     | No                | No                      | No           |
| Giamaica                  | Limitato                          | Limitato      | Limitato       | No     | No                | No                      | No           |
| Grenada                   | Sì                                | Sì            | Sì             | No     | No                | No                      | No           |
| Guatemala                 | Sì                                | No            | No             | No     | No                | No                      | No           |
| Guyana                    | Sì                                | *             | *              | *      | *                 | *                       | *            |
| Haiti                     | Sì                                | ?             | No             | ?      | ?                 | No                      | No           |
| Honduras                  | No                                | No            | No             | No     | No                | No                      | No           |
| Messico                   | Sì                                | *             | *              | Sì     | Sì                | *                       | *            |
| Nicaragua                 | No                                | No            | No             | No     | No                | No                      |              |
| Panama                    | Sì                                | Sì            | No             | *      | Sì                | No                      | No           |
| Paraguay                  | Sì                                | No            | No             | No     | No                | No                      | No           |
| Perù                      | Sì                                | Sì            | Sì             | No     | No                | No                      | No           |
| Porto Rico                | Sì                                | Sì            | Sì             | Sì     | Sì                | Sì                      | Sì           |
| Repubblica Dominicana     | No                                | No            | No             | No     | No                | No                      | No           |
| Saint Kitts e Nevis       | Sì                                | Sì            | Sì             | No     | No                | No                      | No           |
| Saint Vincent e Grenadine | Sì                                | Sì            | Sì             | Sì     | Sì                | Sì                      | No           |
| Saint Lucia               | Sì                                | Sì            | Sì             | No     | No                | No                      | No           |
| Stati Uniti               | Sì                                | Varia         | Varia          | Varia  | Varia             | Varia                   | Varia        |
| Suriname                  | Sì                                | No            | No             | No     | No                | No                      | No           |
| Trinidad e Tobago         | Sì                                | Sì            | Sì             | No     | No                | No                      | No           |
| Uruguay                   | Sì                                | Sì            | *              | *      | *                 | *                       | Sì           |
| Venezuela                 | Sì                                | No            | No             | No     | No                | No                      | No           |

### Asia
| Paese               | Protezione della vita della madre | Salute fisica | Salute mentale | Stupro   | Anomalie del feto | Fattori socio-economici | Su richiesta |
| ------------------- | --------------------------------- | ------------- | -------------- | -------- | ----------------- | ----------------------- | ------------ |
| Afghanistan         | Sì                                | No            | No             | No       | No                | No                      | No           |
| Azerbaigian         | Sì                                | Sì            | Sì             | Sì       | Sì                | Sì                      | *            |
| Arabia Saudita      | *                                 | Limitato      | Limitato       | No       | No                | No                      | No           |
| Bangladesh          | Sì                                | *             | *              | *        | *                 | *                       | *            |
| Bahrein             | Sì                                | Sì            | Sì             | Sì       | Sì                | Sì                      | Sì           |
| Bhutan              | ?                                 | ?             | ?              | ?        | ?                 | ?                       | ?            |
| Birmania            | Sì                                | No            | No             | No       | No                | No                      | No           |
| Brunei              | Sì                                | No            | No             | No       | No                | No                      | No           |
| Cambogia            | Sì                                | Sì            | Sì             | Sì       | Sì                | Sì                      | Sì           |
| Cina                | Sì                                | Sì            | Sì             | Sì       | Sì                | Sì                      | Sì           |
| Corea del Nord      | Sì                                | Sì            | Sì             | Sì       | Sì                | Sì                      | Sì           |
| Corea del Sud       | Limitato                          | Limitato      | Limitato       | Limitato | Limitato          | Limitato                | Limitato     |
| Emirati Arabi Uniti | Limitato                          | No            | No             | No       | No                | No                      | No           |
| Filippine           | No                                | No            | No             | No       | No                | No                      | No           |
| Georgia             | #                                 | #             | #              | #        | #                 | #                       | *            |
| Giappone            | #                                 | #             | #              | #        | #                 | #                       | No           |
| Giordania           | Sì                                | Sì            | Sì             | No       | No                | No                      | No           |
| Hong Kong           | Sì                                | Sì            | Sì             | Sì       | No                | No                      | No           |
| India               | Sì                                | Sì            | #              | #        | #                 | #                       | No           |
| Indonesia           | Sì                                | No            | No             | No       | No                | No                      | No           |
| Iran                | Sì                                | No            | No             | No       | No                | No                      | No           |
| Iraq                | Limitato                          | No            | No             | No       | Limitato          | No                      | No           |
| Israele             | Sì                                | Sì            | Sì             | Sì       | Sì                | No                      | No           |
| Kazakistan          | #                                 | #             | #              | #        | #                 | #                       | *            |
| Kirghizistan        | #                                 | #             | #              | #        | #                 | #                       | *            |
| Kuwait              | Limitato                          | Limitato      | Limitato       | No       | Limitato          | No                      | No           |
| Laos                | Sì                                | No            | No             | No       | No                | No                      | No           |
| Libano              | Sì                                | No            | No             | No       | No                | No                      | No           |
| Maldive             | Limitato                          | Limitato      | No             | No       | No                | No                      | No           |
| Malaysia            | *                                 | *             | *              | No       | No                | No                      | No           |
| Mongolia            | Limitato                          | Limitato      | *              | *        | *                 | *                       | *            |
| Nepal               | Sì                                | Sì            | Sì             | Sì       | Sì                | *                       | *            |
| Oman                | Sì                                | No            | No             | No       | No                | No                      | No           |
| Qatar               | Sì                                | Sì            | Sì             | No       | Limitato          | No                      | No           |
| Pakistan            | Sì                                | Sì            | Sì             | No       | No                | No                      | No           |
| Singapore           | Sì                                | Sì            | Sì             | #        | #                 | #                       | #            |
| Siria               | Limitato                          | No            | No             | No       | No                | No                      | No           |
| Sri Lanka           | Sì                                | No            | No             | No       | No                | No                      | No           |
| Tagikistan          | #                                 | #             | #              | #        | #                 | #                       | *            |
| Thailandia          | Sì                                | Sì            | Sì             | Sì       | No                | No                      | No           |
| Turkmenistan        | #                                 | #             | #              | #        | #                 | #                       | *            |
| Uzbekistan          | #                                 | #             | #              | #        | #                 | #                       | *            |
| Vietnam             | Sì                                | Sì            | Sì             | Sì       | Sì                | Sì                      | Sì           |
| Yemen               | Sì                                | No            | No             | No       | No                | No                      | No           |

### Europa
| Paese                | Protezione della vita della madre | Salute fisica | Salute mentale | Stupro | Anomalie del feto | Fattori socio-economici | Su richiesta |
| -------------------- | --------------------------------- | ------------- | -------------- | ------ | ----------------- | ----------------------- | ------------ |
| Albania              | Sì                                | Sì            | Sì             | Sì     | Sì                | Sì                      | Sì           |
| Andorra              | No                                | No            | No             | No     | No                | No                      | No           |
| Armenia              | #                                 | #             | #              | #      | #                 | #                       | *            |
| Austria              | Sì                                | Sì            | Sì             | *      | Sì                | *                       | *            |
| Belgio               | Sì                                | Sì            | Sì             | Sì     | Sì                | Sì                      | #            |
| Bielorussia          | Sì                                | Sì            | Sì             | Sì     | Sì                | Sì                      | Sì           |
| Bosnia ed Erzegovina | Sì                                | Sì            | Sì             | Sì     | Sì                | Sì                      | Sì           |
| Bulgaria             | Sì                                | #             | *              | *      | Sì                | *                       | *            |
| Cipro                | Sì                                | Sì            | Sì             | Sì     | Sì                | No                      | No           |
| Città del Vaticano   | No                                | No            | No             | No     | No                | No                      | No           |
| Croazia              | Sì                                | Sì            | Sì             | Sì     | Sì                | Sì                      | Sì           |
| Danimarca            | Sì                                | Sì            | Sì             | Sì     | Sì                | Sì                      | Sì           |
| Estonia              | Sì                                | Sì            | Sì             | Sì     | Sì                | Sì                      | Sì           |
| Finlandia            | Sì                                | Sì            | Sì             | #      | #                 | #                       | No           |
| Francia              | Sì                                | Sì            | Sì             | Sì     | Sì                | Sì                      | Sì           |
| Germania             | Sì                                | Sì            | Sì             | Sì     | Sì                | Sì                      | Sì           |
| Grecia               | Sì                                | Sì            | Sì             | Sì     | Sì                | Sì                      | Sì           |
| Irlanda              | Sì                                | Sì            | Sì             | Sì     | Sì                | Sì                      | Sì           |
| Islanda              | Sì                                | Sì            | Sì             | Sì     | Sì                | Sì                      | #            |
| Italia               | Sì                                | Sì            | Sì             | Sì     | Sì                | Sì                      | Sì           |
| Lettonia             | Sì                                | Sì            | Sì             | Sì     | Sì                | Sì                      | Sì           |
| Liechtenstein        | Sì                                | Sì            | No             | No     | No                | No                      | No           |
| Lituania             | Sì                                | Sì            | Sì             | Sì     | Sì                | Sì                      | Sì           |
| Lussemburgo          | Sì                                | Sì            | Sì             | Sì     | Sì                | Sì                      | Sì           |
| Macedonia            | Sì                                | Sì            | Sì             | Sì     | Sì                | Sì                      | Sì           |
| Malta                | Sì                                | No            | No             | No     | No                | No                      | No           |
| Moldavia             | Sì                                | Sì            | Sì             | Sì     | Sì                | Sì                      | Si           |
| Monaco               | Sì                                | No            | No             | No     | No                | No                      | No           |
| Montenegro           | Sì                                | Sì            | Sì             | Sì     | Sì                | Sì                      | Sì           |
| Norvegia             | Sì                                | Sì            | Sì             | Sì     | Sì                | Sì                      | Sì           |
| Paesi Bassi          | Sì                                | Sì            | Sì             | Sì     | Sì                | Sì                      | #            |
| Polonia              | Sì                                | Sì            | *              | *      | No                | No                      | No           |
| Portogallo           | #                                 | #             | #              | *      | #                 | *                       | *            |
| Regno Unito          | Sì                                | Sì            | Sì             | Sì     | Sì                | Sì                      | Sì           |
| Repubblica Ceca      | #                                 | #             | *              | *      | #                 | *                       | *            |
| Romania              | Sì                                | Sì            | Sì             | *      | Sì                | *                       | *            |
| Russia               | #                                 | #             | #              | #      | #                 | #                       | *            |
| San Marino           | Sì                                | Sì            | Sì             | Sì     | Sì                | No                      | No           |
| Serbia               | Sì                                | Sì            | Sì             | Sì     | Sì                | Sì                      | Sì           |
| Slovacchia           | #                                 | #             | *              | #      | #                 | *                       | *            |
| Slovenia             | Sì                                | Sì            | Sì             | Sì     | Sì                | Sì                      | Sì           |
| Spagna               | #                                 | *             | *              | *      | #                 | *                       | *            |
| Svezia               | Sì                                | Sì            | Sì             | Sì     | Sì                | Sì                      | Sì           |
| Svizzera             | Sì                                | Sì            | Sì             | Sì     | Sì                | Sì                      | Sì           |
| Turchia              | Limitato                          | Limitato      | Limitato       | *      | Limitato          | *                       | *            |
| Ucraina              | #                                 | #             | #              | #      | #                 | #                       | *            |
| Ungheria             | Sì                                | Sì            | Sì             | Sì     | Sì                | Sì                      | No           |

### Oceania
| Paese              | Protezione della vita della madre | Salute fisica | Salute mentale | Stupro | Anomalie del feto | Fattori socio-economici | Su richiesta |
| ------------------ | --------------------------------- | ------------- | -------------- | ------ | ----------------- | ----------------------- | ------------ |
| Australia          | Sì                                | Varia         | Varia          | Varia  | Varia             | Varia                   | Varia        |
| Figi               | Sì                                | Sì            | Sì             | Sì     | Sì                | No                      | No           |
| Isole Cocos        | Sì                                | Sì            | Sì             | No     | No                | No                      | No           |
| Isole Marshall     | Limitato                          | No            | No             | No     | No                | No                      | No           |
| Isole Salomone     | Limitato                          | No            | No             | No     | No                | No                      | No           |
| Kiribati           | Sì                                | No            | No             | No     | No                | No                      | No           |
| Micronesia         | Sì                                | No            | No             | No     | No                | No                      | No           |
| Nauru              | Limitato                          | Limitato      | Limitato       | No     | No                | No                      | No           |
| Niue               | Sì                                | ?             | ?              | No     | No                | No                      | No           |
| Nuova Zelanda      | Sì                                | Sì            | Sì             | Sì     | Sì                | No                      | No           |
| Palau              | Sì                                | No            | No             | No     | No                | No                      | No           |
| Papua Nuova Guinea | *                                 | *             | *              | No     | No                | No                      | No           |
| Samoa              | Sì                                | Sì            | Sì             | No     | No                | No                      | No           |
| Tonga              | Sì                                | No            | No             | No     | No                | No                      | No           |
| Tuvalu             | Sì                                | No            | No             | No     | No                | No                      | No           |
| Vanuatu            | Sì                                | Sì            | Sì             | No     | No                | No                      | No           |